# Premi Emmy 1959
La cerimonia dei Premi Emmy 1959, nota retroattivamente come 11ª edizione dei Primetime Emmy Awards (11th Primetime Emmy Awards), si è tenuta  al Moulin Rouge Nightclub di Hollywood (California) il 6 maggio 1959.
La cerimonia fu presentata da Raymond Burr.
Per le candidature, furono presi in considerazione i programmi trasmessi tra il 1º gennaio 1958 e il 28 febbraio 1959.

## Primetime Emmy Awards

### Migliore serie televisiva drammatica della durata massima di un'ora
- Alcoa Theatre
- Alfred Hitchcock presenta (Alfred Hitchcock Presents)
- General Electric Theatre
- Letter to Loretta
- Naked City
- Peter Gunn

### Migliore serie televisiva drammatica della durata minima di un'ora
- Playhouse 90
- U.S. Steel Hour

### Migliore serie televisiva comica
- The Jack Benny Program
- The Bob Cummings Show
- Father Knows Best
- Make Room for Daddy
- The Phil Silvers Show
- The Red Skelton Show

### Migliore serie televisiva western
- Maverick
- Carovane verso il West (Wagon Train)
- Gunsmoke
- Have Gun - Will Travel
- The Rifleman

### Migliore singolo episodio di una serie televisiva
- An Evening with Fred Astaire
- Hallmark Hall of Fame | Episodio: Little Moon of Alban
- Playhouse 90 | Episodio: Child of Our Time
- Playhouse 90 | Episodio: The Old Man

### Migliore attore protagonista in una serie drammatica
- Raymond Burr – Perry Mason
- James Arness – Gunsmoke
- Richard Boone – Have Gun - Will Travel
- James Garner – Maverick
- Craig Stevens – Peter Gunn
- Efrem Zimbalist Jr – Indirizzo permanente (77 Sunset Strip)

### Migliore attore protagonista di una serie comica
- Jack Benny – The Jack Benny Program
- Robert Young – Father Knows Best
- Walter Brennan – The Real McCoys
- Robert Cummings – The Bob Cummings Show
- Phil Silvers – The Phil Silvers Show
- Danny Thomas – Make Room for Daddy

### Migliore attore non protagonista di una serie drammatica
- Dennis Weaver – Gunsmoke
- Herschel Bernardi – Peter Gunn
- Johnny Crawford – The Rifleman
- Dennis Hopper – Perry Mason

### Migliore attore non protagonista di una serie comica
- Tom Poston – The Steve Allen Show
- Richard Crenna – The Real McCoys
- Paul Ford – The Phil Silvers Show
- Maurice Gosfield – The Phil Silvers Show
- Billy Gray – Father Knows Best
- Harry Morgan – December Bride

### Miglior attore protagonista in un singolo episodio di una serie televisiva
- Fred Astaire – An Evening with Fred Astaire
- Robert Crawford Jr. – Playhouse 90 | Episodio: Child of Our Time
- Paul Muni – Playhouse 90 | Episodio: Last Clear Chance
- Christopher Plummer – Hallmark Hall of Fame | Episodio: Little Moon of Alban
- Mickey Rooney – Alcoa Theatre | Episodio: Eddie
- Rod Steiger – Playhouse 90 | Episodio: A Town is Turned to Dust

### Migliore attrice protagonista di una serie drammatica
- Loretta Young – Letter to Loretta
- Phyllis Kirk – The Thin Man
- June Lockhart – Lassie
- Jane Wyman – Jane Wyman Presents The Fireside Theatre

### Migliore attrice protagonista di una serie comica
- Jane Wyatt – Father Knows Best
- Gracie Allen – The George Burns and Gracie Allen Show
- Spring Byington – December Bride
- Ida Lupino – Mr. Adams and Eve
- Donna Reed – The Donna Reed Show
- Ann Sothern – The Ann Sothern Show

### Migliore attrice non protagonista di una serie drammatica
- Barbara Hale – Perry Mason
- Lola Albright – Peter Gunn
- Amanda Blake – Gunsmoke
- Hope Emerson – Peter Gunn

### Migliore attrice non protagonista di una serie comica
- Ann B. Davis – The Bob Cummings Show
- Rosemary DeCamp – The Bob Cummings Show
- Elinor Donahue – Father Knows Best
- Verna Felton – December Bride
- Kathleen Nolan – The Real McCoys
- Zasu Pitts – The Gale Storm Show

### Miglior attrice protagonista in un singolo episodio di una serie televisiva
- Julie Harris – Hallmark Hall of Fame | Episodio: Little Moon of Alban
- Judith Anderson – The DuPont Show of the Month | Episodio: The Bridge of San Luis Rey
- Helen Hayes – The United States Steel Hour | Episodio: One Red Rose for Christmas
- Piper Laurie – Playhouse 90 | Episodio: Days of Wine and Roses
- Geraldine Page – Playhouse 90 | Episodio: The Old Man
- Maureen Stapleton – Kraft Television Theatre | Episodio: All the King's Men

### Migliore regia di un singolo episodio per una serie drammatica della durata massima di un'ora
- Alcoa-Goodyear Theatre – Jack Smight per l'episodio Eddie
- Alfred Hitchcock presenta – Alfred Hitchcock per l'episodio Lamb to the Slaughter
- General Electric Theatre – James Neilson per l'episodio Kid at the Stick
- General Electric Theatre – Herschel Daugherty per l'episodio One is a Wanderer
- Peter Gunn – Blake Edwards per l'episodio The Kill

### Migliore regia di un singolo episodio per una serie drammatica della durata minima di un'ora
- Hallmark of Fame – George Schaefer per l'episodio Little Moon of Alban
- Playhouse 90 – John Frankenheimer per l'episodio A Town Has Turned to Dust
- Playhouse 90 – George Roy Hill per l'episodio Child of Our Time

### Migliore regia di un singolo episodio per una serie comica
- Father Knows Best – Peter Tewksbury per l'episodio Medal for Margaret
- Danny Thomas Show – Sheldon Leonard per l'episodio Pardon My Accent
- Mr. Adams and Eve – Richard Kinon per l'episodio The Interview
- The Jack Benny Show – Seymour Burns per l'episodio con Gary Cooper
- The Real McCoys – Hy Averback per l'episodio Kate's Career

### Migliore sceneggiatura di un singolo episodio per una serie drammatica della durata massima di un'ora
- Alcoa-Goodyear Theatre  – Alfred Brenner e Ken Hughes per l'episodio Eddie
- Alcoa-Goodyear Theatre  – Christopher Knopf per l'episodio The Loudmouth
- Alfred Hitchcock presenta – Roald Dahl per l'episodio Lamb to the Slaughter
- General Electric Theatre – Samuel Taylor per l'episodio One is a Wanderer
- Peter Gunn – Blake Edwards per l'episodio The Kill

### Migliore sceneggiatura di un singolo episodio per una serie drammatica della durata minima di un'ora
- Hallmark of Fame – James Costigan per l'episodio The Costigan
- Playhouse 90 – Rod Serling per l'episodio A Town Has Turned to Dust
- Playhouse 90 – Irving Gaynor Neiman per l'episodio Child of Our Time
- Playhouse 90 – J.P. Miller per l'episodio Days of Wine and Roses
- Playhouse 90 – Horton Foote per l'episodio The Old Man

### Migliore sceneggiatura di un singolo episodio per una serie comica
- The Jack Benny Show – George Balzer, Hal Goldman, Al Gordon e Sam Perrin per l'episodio con Ernie Kovaks
- Bob Cummings Show – Paul Henning e Dick Wesson per l'episodio Grandpa Clobbers the Air Force
- Father Knows Best – Roswell Rogers per l'episodio Medal for Margaret
- Phil Silvers Show – Billy Friedberg, Coleman Jacoby e Arnie Rosen per l'episodio Bilko's Vampire
- The Real McCoys – Bill Manhoff per l'episodio Once There Was a Traveling Salesman